# Kiwalik
Kiwalik est une localité d'Alaska aux États-Unis située dans le borough de Northwest Arctic située à l'embouchure de la rivière Kiwalik dans le golfe de Kotzebue sur la péninsule de Seward à 60 milles (97 km) de Kotzebue.